# 罗默森王子
罗默森王子（英語：Prince Romerson，约1840年－1872年3月30日）是夏威夷族联邦军士兵。夏威夷王国在19世纪尚属独立国家，据确切记载，有上百名夏威夷原住民或在该国出生的公民投身南北战争，这些人统称“南北战争夏威夷之子”，罗默森王子便是其一。
战争爆发前，罗默森在美国东北部生活，于1863年加入联邦海军封锁中队，负责封锁邦联港口。从海军退伍后，他又加入联邦军马萨诸塞州第五有色人种骑兵团，于1864年6月1日晋升中士并一直服役到内战结束。第五骑兵团随后被派往德克萨斯州克拉克斯维尔，但罗默森因病无法成行，于1865年退伍。与其他许多有色人种骑兵团老兵一样，罗默森成为布法罗士兵一员继续在边防军服役并参与北美印第安战争，最终于1872年谢世。
罗默森的军旅生涯是众多夏威夷军人的代表，他们都因种族隔离政策进入有色人种兵团，军官对他们的态度也多种多样。2010年，檀香山太平洋国家纪念公墓的纪念通道旁为南北战争夏威夷之子立起青铜牌匾。

## 背景
南北战争爆发后，夏威夷王国国王卡美哈梅哈四世于1861年8月26日宣布中立。但是，许多夏威夷原住民和夏威夷出生的美国公民（以美国传教士后裔为主）自行前往美国本土或就在夏威夷群岛加入分属不同州的联邦和邦联军队。从1812年战争开始，历史上多次美国战事都有夏威夷原住民的身影，内战也不例外且人数更多。参战的原因五花八门，有些只是想赚钱或找刺激，如曾在捕鲸船工作，后加入联邦海军的待业水手；也有一些捕鲸船被邦联海军俘获，船上水手之后在谢南多亚号（CSS Shenandoah）全帆装船服役；另外还有许多原住民出于认同某方战争原因参战。夏威夷王国的传教士大部分来自新英格兰，该国不少人靠新英格兰捕鲸业安身立命，还有很多人反对奴隶制，所以大部分国民支持联邦。

## 生平
罗默森王子约在1840年出生，他在南北战争前的经历大多已不可考。大部分来源称他姓“罗默森”，但没有证据表明他的名字同任何王室有关。根据入伍记录来看，罗默森生于“三明治岛奥怀希”（Owyhee, Sandwich Island，意即夏威夷岛）或印度。他的种族同样存在争议，部分菲律宾裔历史学家声称罗默森王子是菲律宾裔美国人，并将他列入南北战争菲律宾裔美国战斗人员。

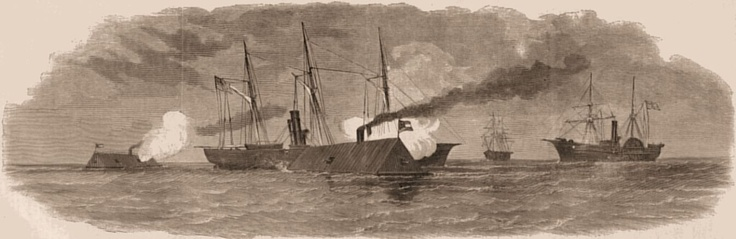
1863年，大西洋封锁中队在南卡罗来纳州近海与邦联海军交战

罗默森于1863年1月22日入伍，此前在纽约生活，做过理发师。18至19世纪，夏威夷王国出身的水手颇受推崇，很多都能当上船员，估计他就是在太平洋商船或捕鲸船上当水手来到美国，他能加入联邦海军很可能也是因为有海上工作经验。他曾在湾苏塔号（USS Wamsutta）和梅塞迪塔号巡逻舰（USS Mercedita）服役，隶属大西洋封锁中队，负责封锁邦联港口。
在海军服役一年后，罗默森加入联邦陆军马萨诸塞州第五有色人种骑兵团连，军衔为二等兵。连由科尼利厄斯·卡勒（Cornelius Kaler）中尉统领，是第五团集结的最后一个连。与参战的其他大部分夏威夷原住民一样，罗默森估计也是因为肤色偏黑而因军队种族隔离政策分配到有色人种部队。出身夏威夷王国的内战军人大部分都有姓名留传下来，但罗默森等人例外，许多战斗人员入伍时都是用英语化名登记，因为这对说英语的美国人而言比夏威夷语姓名易于发音。“卡纳卡人”（Kanaka）是19世纪夏威夷和太平洋岛原住民的常见称谓，许多人就以此登记身份，籍贯则是“三明治群岛”（即夏威夷群岛）。罗默森所在团还有夏威夷同乡，登记的姓名是查尔斯·希特利（Charles Heatley）。
历史学家林露德（Ruthanne Lum McCunn）指出，夏威夷原住民罗默森王子的军旅生涯既证明他曾在美军服役，又表明军官对有色人种的不同态度。罗默森很快就于1864年6月1日晋升中士，估计很可能是因为他识字。罗默森与第五团曾参与彼得斯堡围城战中的第二次战役，他还曾在马里兰州守望营看守联邦军俘虏的邦联战俘。联邦军在阿波马托克斯接受邦联投降后，罗默森于1865年7月8日因病进入位于新奥尔良的非裔军团联邦军总医院治疗，第五团之后改派至德克萨斯州克拉克斯维尔。他的身体一直没有全面好转，也没有返回第五团，转至纽约新罗谢尔戴维斯岛（Davids' Island）的德坎普美军总医院后，于1865年10月9日退役。
战争结束后，罗默森还是想回军队，于1867年进入美国第39步兵团，军衔降至二等兵。第39团之后与第40团合并组成第25步兵团，该团是军队种族隔离政策的产物，其中军人被称为“布法罗士兵”，许多都是来自第五有色人种骑兵团的内战老兵。罗默森在第25团服役整整三年，曾参与德克萨斯边境的北美印第安战争，最终于1872年3月30日谢世，去世地点估计是格里芬堡（Fort Griffin），遗体也在此下葬。同年5月11日，他被重新安葬在圣安东尼奥国家公墓（San Antonio National Cemetery）。

## 影响
罗默森王子的战争服役经历是众多夏威夷军人的代表，他们都因种族隔离政策进入有色人种兵团，军官对他们的态度也多种多样。林露德指出：“他的光荣服役经历无可争议。”战争结束后，包括罗默森王子在内众多夏威夷军人的贡献很大程度上已被遗忘，无论是夏威夷历史还是南北战争的集体回忆，都没有他们的身影。近年来，夏威夷居民、历史学家，以及夏威夷战斗人员的后代开始重视这段历史，坚持牢记“我们的夏威夷儿郎”。夏威夷王国和美国这段特殊历史时期的人物和故事引起学界兴趣，南北战争中的夏威夷军人也因此获得重视。2010年8月26日，值夏威夷王国宣布中立周年纪念之际，檀香山太平洋国家纪念公墓（National Memorial Cemetery of the Pacific）的纪念通道旁立起青铜牌匾，纪念文献有载的上百名投身南北战争各方阵营的“南北战争夏威夷之子”（Hawaiʻi Sons of the Civil War）。截至2014年，研究人员已根据历史文献确定119名夏威夷原住民或在该国出生的内战军人身份，但由于许多人入伍时采用英语化名登记，又没有详细记载存世，确切人数及其他大部分信息都已无从考证。
2015年是南北战争结束150周年，美国国家公园管理局出版《南北战争中的亚裔和太平洋岛原住民》（Asians and Pacific Islanders and the Civil War）。书中涉及大量曾参与内战的亚裔和太平洋岛原住民战斗人员，其中涉及夏威夷王国参战人员（包括罗默森王子）的部分由历史学家林露德、安妮塔·曼宁（Anita Manning）和贾斯汀·万斯（Justin Vance）共同完成。

### 脚注
1. ↑  Kuykendall 1953，第57–66頁.
2. ↑  Schmitt 1998，第171–172頁.
3. ↑  Manning & Vance 2014，第145–170頁.
4. 1 2 3 4  Vance & Manning 2012
5. 1 2  Smith 2013
6. 1 2  Foenander & Milligan 2015a
7. 1 2  Foenander & Milligan 2015b
8. 1 2  Bautista 2002，第241頁.
9. 1 2  Mercene 2007，第47頁.
10. 1 2  Burlingame 2008
11. 1 2 3 4 5  McCunn 2015，第142–145頁.
12. ↑  Massachusetts 1933，第542頁.
13. ↑  NPS-detail.
14. ↑  Cox 2013，第41–42頁.
15. 1 2  Massachusetts 1933，第492頁.
16. ↑  Raphael-Hernandez & Steen 2006，第321頁.
17. ↑  Okihiro 2015，第88–89頁.
18. ↑  McCunn 2015，第142頁.
19. ↑  Dyer 1908，第1240頁.
20. 1 2  Vance & Manning 2015，第161–163頁.
21. ↑  Cole 2010
22. ↑  Grzyb 2016，第127–128頁.
23. ↑  Davis 2014.
24. ↑  Punaboy 2015.
25. ↑  Hawaiʻi Pacific University 2015.
26. ↑  Shively 2015，第130–163頁.

### 书目和期刊
- Bautista, Veltisezar B. . Naperville, IL: Bookhaus Publishers. 2002. ISBN 978-0-931613-17-3. OCLC 50325908.
- Cox, Christopher. . Raleigh, NC: Lulu Publishing. 2013  [2020-05-28]. ISBN 978-1-304-46992-2. OCLC 897834743. （原始内容存档于2021-01-01）.
- Dyer, Frederick H.  1. Des Moines, IA: The Dyer Publishing Company. 1908: 1240  [2020-05-28]. OCLC 8697590. （原始内容存档于2021-04-29）.
- Grzyb, Frank L. . Jefferson, NC: McFarland & Company, Inc., Publishers. 2016  [2020-05-28]. ISBN 978-1-4766-2488-4. OCLC 934885367. （原始内容存档于2021-01-05）.
- Kuykendall, Ralph Simpson.  2. Honolulu: University of Hawaii Press. 1953  [2020-05-28]. ISBN 978-0-87022-432-4. OCLC 47010821. （原始内容存档于2014-12-13）.
- Massachusetts. Adjutant General's Office.  VI. Norwood, MA: Norwood Press. 1933  [2020-05-28]. OCLC 11485612.
- Mercene, Floro L. . Diliman, Quezon City: University of the Philippines Press. 2007  [2020-05-28]. ISBN 978-971-542-529-2. OCLC 154714440. （原始内容存档于2021-04-29）.
- Okihiro, Gary. . Oakland: University of California Press. 2015  [2020-05-28]. ISBN 978-0-520-96030-5. OCLC 914255697. （原始内容存档于2021-01-01）.
- Raphael-Hernandez, Heike; Steen, Shannon. . New York: New York University Press. 2006: 321  [2020-05-28]. ISBN 978-0-8147-7581-3. OCLC 181536004. （原始内容存档于2021-01-01）.
- Schmitt, Robert C. . Hawaiian Journal of History (Honolulu: Hawaiian Historical Society). 1998, 32: 171–174. OCLC 60626541. hdl:10524/521.
- Shively, Carol A. (编). . . Washington, DC: National Park Service. 2015: 130–163. ISBN 978-1-59091-167-9. OCLC 904731668.

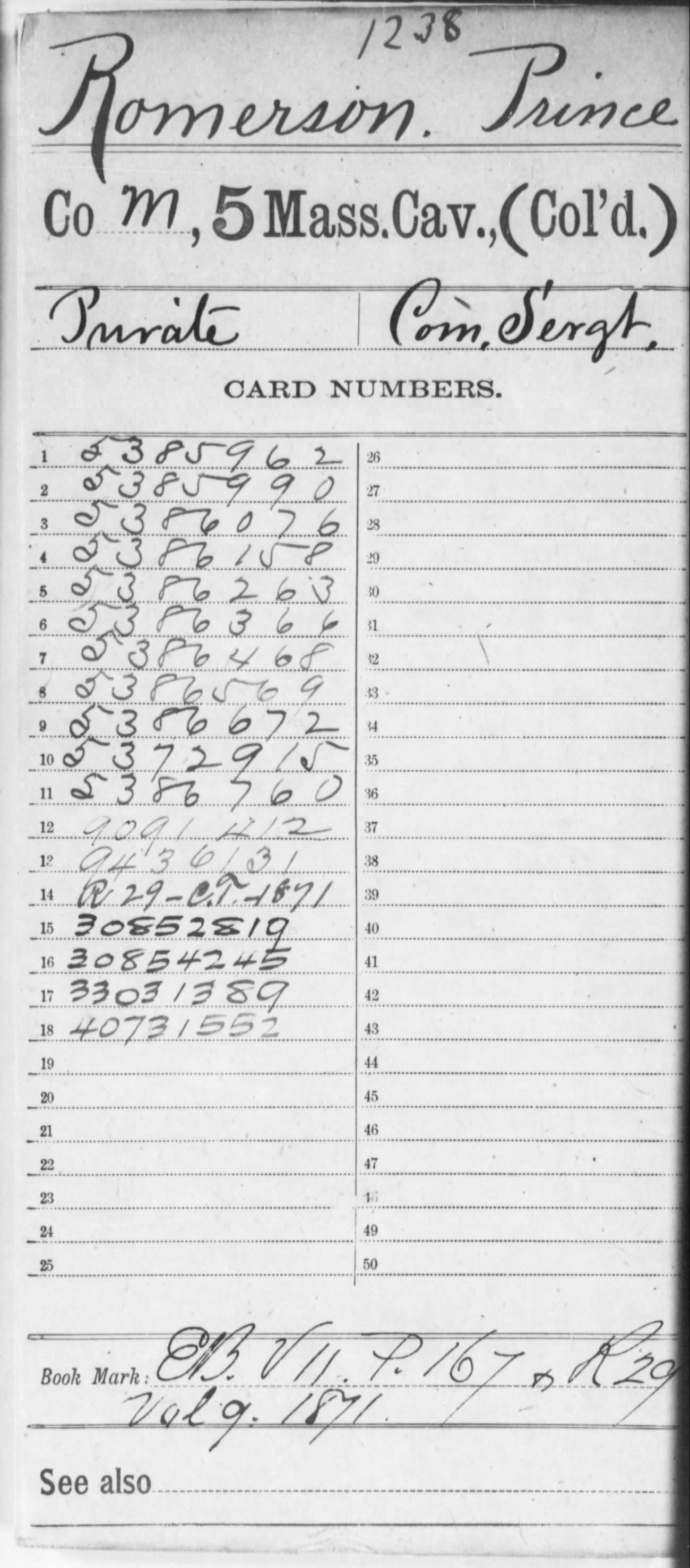
罗默森王子的入伍登记卡

- McCunn, Ruthanne Lum. . Shively, Carol A.  (编). . Washington, DC: National Park Service. 2015: 142–145. ISBN 978-1-59091-167-9. OCLC 904731668.
- Vance, Justin; Manning, Anita. . Shively, Carol A.  (编). . Washington, DC: National Park Service. 2015: 161–163. ISBN 978-1-59091-167-9. OCLC 904731668.
- Manning, Anita; Vance, Justin W. . Hawaiian Journal of History (Honolulu: Hawaiian Historical Society). 2014, 47: 145–170. OCLC 60626541. hdl:10524/47259.
- Vance, Justin W.; Manning, Anita. . World History Connected (Champaign: University of Illinois). 2012-10, 9 (3)  [2020-05-28]. （原始内容存档于2021-01-01）.

### 报纸和线上来源
- Burlingame, Burl. . Honolulu Star-Bulletin (Honolulu). 2008-08-26  [2020-05-28]. （原始内容存档于2011-08-26）.
- Cole, William. . Honolulu Star-Advertiser (Honolulu). 2010-05-31  [2020-05-28]. （原始内容存档于2016-02-17）.
- Davis, Chelsea. . Hawaii News Now. 2014-10-26  [2020-05-28]. （原始内容存档于2021-01-01）.
- Foenander, Terry; Milligan, Edward;  et al.  (PDF). National Park Service. 2015-03  [2020-05-28]. （原始内容存档 (PDF)于2017-05-07）.
- Foenander, Terry; Milligan, Edward;  et al.  (PDF). National Park Service. 2015-03  [2020-05-28]. （原始内容存档 (PDF)于2020-08-05）.
- Hawaiʻi Pacific University. . HPU News. 2015-07-15. （原始内容存档于2015-07-20）.
- Punaboy. . Aloha Valley. 2015-06-20  [2016-06-05]. （原始内容存档于2015-07-17）.
- Smith, Jeffrey Allen. . The New York Times: Opinionator (New York). 2013-08-13  [2020-05-28]. （原始内容存档于2018-07-26）.
- . National Park Service.   [2020-05-29]. （原始内容存档于2016-09-19）.

## 扩展阅读
- Kam, Ralph Thomas. . The Hawaiian Journal of History (Honolulu: Hawaiian Historical Society). 2009, 43: 125–151. OCLC 60626541. hdl:10524/12242.
- Moniz, Wayne. . Wailuku, HI: Pūnāwai Press. 2014. ISBN 978-0-9791507-4-6.
- Rogers, Charles T. (编). . The Hawaiian Monthly 1 (1) (Honolulu: Printed at the Hawaiian Gazette Office). 1884-01: 2–4  [2020-05-28]. OCLC 616847011. （原始内容存档于2021-01-05）.